# 懷爾德冰川
73°32′S 166°42′E / 73.533°S 166.700°E
懷爾德冰川是南極洲的冰川，位於博克格雷溫克海岸，處於登山家山脈的默奇森山以東，最終在迪森特嶺和金格角之間注入紐恩斯夫人灣。
 本条目引用的公有领域材料来自美国地质调查局的文档 《懷爾德冰川》 （資料來自地名信息系统）。